# Seno Grandi
Seno Grandi está situado en el sector occidental de la costa sur de la isla Navarino en la región austral de Chile. 
Administrativamente pertenece a la comuna de Cabo de Hornos en la provincia Antártica Chilena, en la Región de Magallanes y la Antártica Chilena.
Desde hace aproximadamente 6000 años sus costas fueron habitadas por el pueblo yagán o yámana. A comienzos del siglo XXI este pueblo había sido prácticamente extinguido por la acción del hombre blanco.

## Historia
Sus costas fueron recorridas por los yámanas desde hace más de 6000 años hasta mediados del siglo XX. A comienzos del siglo XXI este pueblo había sido prácticamente extinguido por la acción del hombre blanco.
A fines del siglo XVIII, a partir del año 1788 comenzaron a llegar a la zona los balleneros, los loberos y cazadores de focas ingleses y estadounidenses y finalmente los chilotes.
Las siguientes expediciones efectuaron trabajos hidrográficos en el sector de seno Grandi:
- 1624 - Jacob l'Hermite, almirante y Geen Huygen Schapenham, vicealmirante, estuvieron un mes con once naves holandesas.
- 1769 - Teniente James Cook con el HMB Endeavour desde bahía Buen Suceso. Tránsito de Venus. Expedición inglesa.
- 1789 - Alejandro Malaspina con la Descubierta y la Atrevida. Expedición española.
- 1830 - Robert Fitz Roy en el primer viaje del HMS Beagle. Expedición inglesa. .
- 1833 - Robert Fitz Roy en el segundo viaje del HMS Beagle. Expedición inglesa.
- 1882 - Louis-Ferdinand Martial con La Romanche. Expedición francesa.[4]

En febrero de 1624 el vicealmirante holandés Schapenham al mando del patache Windhond desembarcó aquí y tomó contacto con los yaganes. Primer contacto entre europeos y yaganes.
El seno toma su nombre en recuerdo del estanciero Oreste Grandi (enlace roto disponible en Internet Archive; véase el historial, la primera versión y la última). que levantó una estancia en la costa del seno y en la isla Bertrand según concesión otorgada por el gobierno de Chile por Decreto 774 del día 28 de octubre de 1895.

## Ubicación
En la costa sur de la isla Navarino entre la península Señoret y la isla Bertrand se abre el seno Grandi que tiene unas 6 nmi de largo en su eje E-W por un poco más de 1 nmi de ancho en el eje N-S.

## Catacterísticas geográficas
Su clima es marítimo con temperaturas parejas durante todo el año. El viento predominante es del oeste. El mal tiempo es permanente. 
El seno es limpio pero su acceso es difícil pues se puede efectuar por dos canales estrechos que corren por ambos lados de la isla Bertrand, canales Isaza y Micalvi. Debido a lo anterior sólo pueden navegar por ellos naves de no más de 60 metros de eslora.El seno es abrigado a todos los vientos. Es un buen tenedero con fondos de arena y fango. 
En su ribera se presenta la tundra magallánica y los arbustales magallánicos. Se ven albatros, gaviotas australes, patos a vapor lobos marinos. En el sector pesquero destaca la existencia de la centolla y el centollón.